# عطا یارملی
عطا یارملی (انگلیسی: Ata Yamrali؛ زادهٔ ۵ ژوئیهٔ ۱۹۸۲) بازیکن فوتبال آلمانی-افغان اهل افغانستان است.
از باشگاه‌هایی که در آن بازی کرده‌است می‌توان به باشگاه فوتبال سن پائولی، تیم ملی فوتبال افغانستان، و نیندورفر اشاره کرد.